# إيست فلات روك (كارولاينا الشمالية)
إيست فلات روك (بالإنجليزية: East Flat Rock CDP, North Carolina)‏ هي منطقة سكنية تقع بولاية كارولاينا الشمالية في الولايات المتحدة. تبلغ مساحتها 11.14 كم2، وترتفع عن سطح البحر 671 م، بلغ عدد سكانها 4,995 نسمة في عام 2010 حسب إحصاء مكتب تعداد الولايات المتحدة وتصل الكثافة السكانية فيها 448.4 نسمة لكل كيلومتر مربع (1,161.4/ميل2).

## التركيبة السكانية
حدّد مكتب تعداد الولايات المتحدة بيانات التركيبة السكانية لإيست فلات روك في تعداد الولايات المتحدة. في ما يلي، التركيبة السكانية حسب تعدادي 2000 و2010.

### تعداد عام 2000
بلغ عدد سكان إيست فلات روك 4,151 نسمة بحسب تعداد عام 2000، وبلغ عدد الأسر 1,647 أسرة وعدد العائلات 1,133 عائلة مقيمة في المنطقة السكنية. في حين سجلت الكثافة السكانية 372.6 نسمة لكل كيلومتر مربع (965.0/ميل2). وبلغ عدد الوحدات السكنية 1,823 وحدة بمتوسط كثافة قدره 163.6 لكل كيلومتر مربع (423.7/ميل2).
وتوزع التركيب العرقي للمنطقة السكنية بنسبة 85.69% من البيض و3.08% من الأمريكيين الأفارقة و0.31% من الأمريكيين الأصليين و0.29% من الأمريكيين ذوي الأصول الآسيوية و8.79% من الأعراق الأخرى و1.83% من عرقين مختلطين أو أكثر و14.96% من الهسبانيون أو اللاتينيون من أي عرق.
بلغ عدد الأسر 1,647 أسرة كانت نسبة 35.2% منها لديها أطفال تحت سن الثامنة عشر تعيش معهم، وبلغت نسبة الأزواج القاطنين مع بعضهم البعض 49.1% من أصل المجموع الكلي للأسر، ونسبة 13.7% من الأسر كان لديها معيلات من الإناث دون وجود شريك،  بينما كانت نسبة 6% من الأسر لديها معيلون من الذكور دون وجود شريكة وكانت نسبة 31.2% من غير العائلات. تألفت نسبة 26% من أصل جميع الأسر من عدة أفراد يعيشون في نفس المنزل ونسبة 10.9% كانت تتألف من شخص يعيش بمفرده يبلغ من العمر 65 عاماً أو أكثر. وبلغ متوسط حجم الأسرة المعيشية 2.49، أما متوسط حجم العائلات فبلغ 2.95.
بلغ العمر الوسطي للسكان 34.5 عاماً. وكانت نسبة 24.4% من القاطنين تحت سن الثامنة عشر، وكانت نسبة 10.7% بين الثامنة عشر والرابعة والعشرين عاماً، ونسبة 30.2% كانت واقعةً في الفئة العمرية ما بين الخامسة والعشرين والرابعة والأربعين عاماً، ونسبة 19.9% كانت ما بين الخامسة والأربعين والرابعة والستين، ونسبة 13.7% كانت ضمن فئة الخامسة والستين عاماً فما فوق. يوجد لكل 100 أنثى 98.6 ذكر، ويوجد لكل 100 أنثى في الثامنة عشر من عمرها فما فوق 96.9 ذكر.
بلغ متوسط دخل الأسرة في المنطقة السكنية 29,315 دولارًا، أما متوسط دخل العائلة فبلغ 31,286 دولارًا. وكان متوسط دخل الذكور 22,500 دولارًا مقابل 19,907 دولارًا للإناث. وسجل دخل الفرد الخاص بالمنطقة السكنية 13,723 دولارًا. وكانت نسبة 14% من العائلات ونسبة 20.6% من السكان تحت خط الفقر، وكان من هؤلاء نسبة 34.6% تحت سن الثامنة عشر ونسبة 15.4% في الخامسة والستين من العمر وما فوق.

### تعداد عام 2010
بلغ عدد سكان إيست فلات روك 4,995 نسمة بحسب تعداد عام 2010، وبلغ عدد الأسر 1,972 أسرة وعدد العائلات 1,307 عائلة مقيمة في المنطقة السكنية. في حين سجلت الكثافة السكانية 448.4 نسمة لكل كيلومتر مربع (1,161.4/ميل2). وبلغ عدد الوحدات السكنية 2,281 وحدة بمتوسط كثافة قدره 204.8 لكل كيلومتر مربع (530.4/ميل2).
وتوزع التركيب العرقي للمنطقة السكنية بنسبة 80.60% من البيض و4.12% من الأمريكيين الأفارقة و0.44% من الأمريكيين الأصليين و0.66% من الأمريكيين ذوي الأصول الآسيوية و0.40% من سكان جزر المحيط الهادئ و10.55% من الأعراق الأخرى و3.22% من عرقين مختلطين أو أكثر و22.44% من الهسبانيون أو اللاتينيون من أي عرق.
بلغ عدد الأسر 1,972 أسرة كانت نسبة 32.5% منها لديها أطفال تحت سن الثامنة عشر تعيش معهم، وبلغت نسبة الأزواج القاطنين مع بعضهم البعض 46% من أصل المجموع الكلي للأسر، ونسبة 13.7% من الأسر كان لديها معيلات من الإناث دون وجود شريك،  بينما كانت نسبة 6.5% من الأسر لديها معيلون من الذكور دون وجود شريكة وكانت نسبة 33.7% من غير العائلات. تألفت نسبة 29.2% من أصل جميع الأسر من عدة أفراد يعيشون في نفس المنزل ونسبة 12.8% كانت تتألف من شخص يعيش بمفرده يبلغ من العمر 65 عاماً أو أكثر. وبلغ متوسط حجم الأسرة المعيشية 2.49، أما متوسط حجم العائلات فبلغ 3.03.
بلغ العمر الوسطي للسكان 37.6 عاماً. وكانت نسبة 24.2% من القاطنين تحت سن الثامنة عشر، وكانت نسبة 8.8% بين الثامنة عشر والرابعة والعشرين عاماً، ونسبة 27.1% كانت واقعةً في الفئة العمرية ما بين الخامسة والعشرين والرابعة والأربعين عاماً، ونسبة 24.5% كانت ما بين الخامسة والأربعين والرابعة والستين، ونسبة 15.4% كانت ضمن فئة الخامسة والستين عاماً فما فوق. وتوزع التركيب الجنسي للسكان بنسبة 49.3% ذكور و50.7% إناث.